# Новобурановська сільська рада
Новобура́новська сільська рада (рос. Новобурановский сельский совет) — сільське поселення у складі Усть-Калманського району Алтайського краю Росії.
Адміністративний центр та єдиний населений пункт — село Новобураново.

## Населення
Населення — 737 осіб (2019; 812 в 2010, 1153 у 2002).